# 尔赛乡
尔赛乡（羅馬化：lu si），是中华人民共和国四川省凉山彝族自治州越西县曾经下辖的一个乡。2021年1月12日，撤销尔赛乡，将其所属行政区域划归依洛地坝镇管辖。

## 行政区划
尔赛乡撤销前下辖以下地区：
申则洛村、依达村、洪洛村、花古村、阿尔呷村和格依村。